# Vigile del fuoco paracadutista

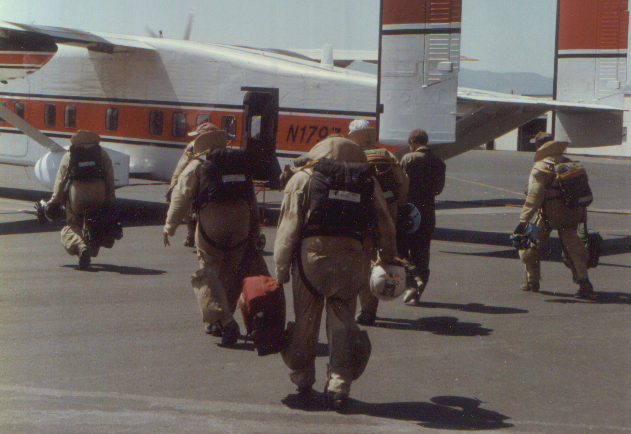
Vigili del fuoco statunitensi si imbarcano su un aereo a Missoula nel 1994

Un vigile del fuoco paracadutista è un particolare tipo di vigile del fuoco che impiega il paracadute per recarsi sul luogo di un incendio.

## Impiego e modalità operative
solitamente perché questo si trova in una zona difficilmente raggiungibile in altro modo; i vigili del fuoco paracadutisti sono generalmente dispiegati per fronteggiare incendi boschivi scoppiati in zone impervie, soffocando i focolai prima che diventino troppo estesi oppure predisponendo trincee e viali tagliafuoco estemporanei per rallentare la propagazione delle fiamme fino all'arrivo di ulteriori mezzi antincendio. 

## Strumenti utilizzati
L'equipaggiamento dei singoli vigili è generalmente limitato ad attrezzi quali asce, vanghe e seghe.
Tra gli strumenti in dotazione a questi corpi vi è una coperta ignifuga: ultima ed estrema difesa in caso che il vigile resti intrappolato tra le fiamme. Il vigile viene addestrato a mettersi in posizione corretta rispetto all'avanzare delle fiamme e, in caso di incendi boschivi, a respirare facendo dei buchi nel terreno precedentemente preparato e libero da vegetazione che si comporterebbe da combustibile per le fiamme.

## Nel mondo
Le unità più numerose si trovano in Russia, (il primo Stato a dotarsi di tale personale)con un numero compreso tra le 4.000 ed 8.000 della Avialesookhrana distribuite in circa 340 basi, e negli Stati Uniti d'America, appartenenti allo United States Forest Service. Gruppi più piccoli sono presenti anche in Canada, Mongolia e Argentina.